# Forbesichthys agassizii
Genre
Espèce
Statut de conservation UICN

 LC  : Préoccupation mineure
Forbesichthys agassizii est un poisson aveugle de la famille des Amblyopsidae. C'est la seule espèce vivante du genre Forbesichthys. Il vit uniquement en rivières aux États-Unis dans le Tennessee, le Kentucky, l'Illinois et le Missouri. Son nom américain en:Spring cavefish est traduisible par Poisson cavernicole des sources.

### GenreForbesichthys
- (en) Catalogue of Life : Forbesichthys (consulté le 11 décembre 2020)
- (en) FishBase : liste des espèces du genre Forbesichthys (site miroir)
- (fr + en) ITIS : Forbesichthys Jordan, 1929
- (en) WoRMS : Forbesichthys (+ liste espèces)
- (en) Animal Diversity Web : Forbesichthys

### EspèceForbesichthys agassizii
- (en) Catalogue of Life : Forbesichthys agassizii (Putnam, 1872) (consulté le 18 décembre 2020)
- (en + fr) FishBase : espèce Forbesichthys agassizii (Putnam, 1872) (+ traduction) (+ noms vernaculaires 1 & 2)
- (fr + en) ITIS : Forbesichthys agassizii (Putnam, 1872)
- (en) Animal Diversity Web : Forbesichthys agassizii
- (en) UICN : espèce Forbesichthys agassizii (consulté le 4 janvier 2020)